# Dorsale Internet
Pour les articles homonymes, voir Dorsale.

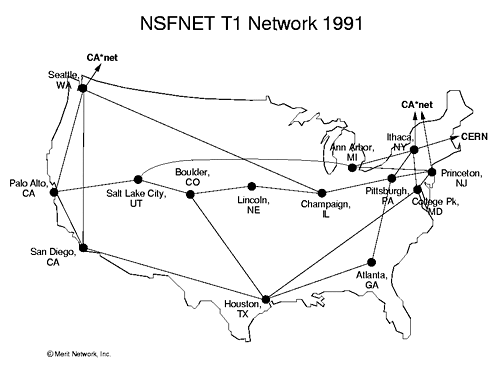
Le backbone NSFNET en 1991

Schéma du backbone FUNET (en rouge)

Une dorsale Internet (Internet backbone en anglais) est un réseau informatique faisant partie des réseaux longue distance de plus haut débit d'Internet.

## Historique
La dorsale originelle d'Internet était ARPANET. En 1989 la dorsale NSFNet a été créée parallèlement au réseau MILNET de l'armée américaine, et ARPANET a cessé d'exister. Finalement l'architecture du réseau a suffisamment évolué pour rendre obsolète la centralisation du routage. Depuis la fin de NSFNet le 30 avril 1995, Internet repose entièrement sur des réseaux appartenant à des entreprises de services Internet.
On parle parfois encore de « l'Internet backbone » bien que ce concept ne recouvre plus rien de bien défini : aucun réseau n'est officiellement au cœur d'Internet.

## Bulle Internet
Durant la période de spéculation qui a précédé la bulle Internet, des investissements considérables ont permis la construction de milliers de kilomètres de réseau à travers le monde. Lors de l'éclatement de la bulle (année 2000), de nombreuses entreprises ont fait faillite, ou frôlé la faillite. La dorsale européenne Ebone a notamment dû cesser ses activités, sans dommage apparent pour le fonctionnement d'Internet.

## Débit des dorsales
Le débit atteint 800 Gbit/s en employant des liaisons à fibre optique avec une technique DWDM. En démonstration, ces liaisons peuvent atteindre plusieurs Tbit/s.[réf. nécessaire]

## Note
1. ↑  Commission d’enrichissement de la langue française, « dorsale », sur FranceTerme, ministère de la Culture.